# Schweizer Badmintonmeisterschaft 2024
Die Schweizer Badmintonmeisterschaft 2024 fand am 3. und 4. Februar 2024 in Les Acacias statt. Zwei Wochen zuvor fand die Qualifikation zur Meisterschaft statt.

## Medaillengewinner
| Disziplin    | Gold                            | Silber                          | Bronze                                   |
| ------------ | ------------------------------- | ------------------------------- | ---------------------------------------- |
| Herreneinzel | Julien Scheiwiller              | Maxime Pierrehumbert            | Nicolas A. Müller                        |
| Herreneinzel | Julien Scheiwiller              | Maxime Pierrehumbert            | Loris Pierrehumbert                      |
| Dameneinzel  | Milena Schnider                 | Leila Zarrouk                   | Katharina Fink                           |
| Dameneinzel  | Milena Schnider                 | Leila Zarrouk                   | Julie Franconville                       |
| Herrendoppel | Nicolas Franconville Yann Orteu | Oliver Schaller Andreas Zbinden | Loris Pierrehumbert Maxime Pierrehumbert |
| Herrendoppel | Nicolas Franconville Yann Orteu | Oliver Schaller Andreas Zbinden | Mathias Bonny Gilles Tripet              |
| Damendoppel  | Cloé Brand Julie Franconville   | Lucie Amiguet Vera Appenzeller  | Jorina Jann Leila Zarrouk                |
| Damendoppel  | Cloé Brand Julie Franconville   | Lucie Amiguet Vera Appenzeller  | Sereina Hofstetter Michelle Joller       |
| Mixed        | Oliver Schaller Nicole Schaller | Yann Orteu Vera Appenzeller     | Thibault Bernetti Cloé Brand             |
| Mixed        | Oliver Schaller Nicole Schaller | Yann Orteu Vera Appenzeller     | Anthony Dumartheray Julie Franconville   |